# Sufi Abu Taleb
Sufi Abu Taleb (tiếng Ả Rập: صوفى أبو طالب Ṣūfī Abū Ṭālib; 27 tháng 1 năm 1925 – 21 tháng 2 năm 2008) là chính trị gia Ai Cập. Ông giữ chức Chủ tịch Quốc hội từ năm 1978 đến năm 1983 và, sau Vụ ám sát Anwar El Sadat vào 6 tháng 10 năm 1981, được chỉ định làm Quyền Tổng thống, ông giữ chức 8 ngày cho đến khi ông kế nhiệm cho Hosni Mubarak.